# Boca de Huérgano
Boca de Huérgano est une commune d'Espagne dans la province de León, communauté autonome de Castille-et-León. Elle s'étend sur 291,84 km2 et comptait environ 523 habitants en 2011.